# クインシー (CA-39)
クインシー (USS Quincy, CA-39) は、アメリカ海軍の重巡洋艦。ニューオーリンズ級重巡洋艦の6番艦。艦名はマサチューセッツ州クインシーに因む。その名を持つ艦としては2隻目。

## 艦歴
クインシーは1933年11月15日にマサチューセッツ州クインシーのベスレヘム・スチール社、フォアリバー造船所で起工した。1935年6月19日にヘンリー・S・モーガン夫人によって命名、進水し、1936年6月9日にボストンで艦長ウィリアム・フォークナー・アムスデン大佐の指揮下就役した。

### 大戦前
就役後、大西洋艦隊第8巡洋戦隊に配属されたクインシーは、1936年7月20日に地中海への派遣を命じられ、スペイン内戦におけるアメリカ合衆国の権益保護任務に就く。7月26日にジブラルタル海峡を通過し、27日にマラガに到着した。スペイン海域でクインシーはドイツ戦艦ドイッチュラント、アドミラル・グラーフ・シュペー、アドミラル・シェーアを含む国際救助艦隊に所属し作戦活動に従事した。クインシーは490名の難民をマルセイユおよびヴィルフランシュに送り届けた。その後、ローリー (USS Raleigh, CL-7) とその任務を交替した。
クインシーは10月5日にボストン海軍工廠に帰投し、最終公試に向けての改修が行われた。最終公試は1937年3月15日から18日にかけて行われ、その後クインシーは第7巡洋戦隊に合流するため4月12日に太平洋に向けて出航、23日から27日にかけてパナマ運河を通過し、5月10日に真珠湾に到着した。
太平洋艦隊巡洋艦隊と共にクインシーは5月20日に出航し、戦術演習を行う。3月15日から4月28日にかけてハワイ海域で太平洋艦隊と共に演習第19次フリート・プロブレムに参加した。メア・アイランド海軍造船所でのオーバーホール後、クインシーはカリフォルニア州サン・クレメンテ沖で艦隊と共に戦術演習を再開し、それは1939年1月4日に太平洋に配属されるまで続けられた。
クインシーは1月13日にパナマ運河を通過、グアンタナモ湾に向かい砲術訓練および揚陸演習に参加した。2月13日から26日には演習第20次フリート・プロブレムに太平洋艦隊と共に参加し、4月10日から6月12日にかけては南米への親善訪問を行った。ノーフォークに帰還すると、7月9日から8月24日までの間に予備役兵の訓練巡航を3度行う。1939年の残りは第二次世界大戦の勃発に従い、北大西洋で偵察巡航を行った。
1940年5月4日までノーフォーク海軍造船所でオーバーホールを受けた後、クインシーはブラジル、ウルグアイ、アルゼンチンを訪問し、9月22日にノーフォークに帰還した。その後10月1日から12月20日までに3度の予備役兵訓練巡航を行った。
クインシーは大西洋艦隊の演習および上陸部隊の演習をプエルトリコのクレブラ島沖で1941年2月3日から4月1日まで行う。ヨーロッパでの戦闘が激化すると、クインシーは第2任務部隊へ配属され、空母ワスプ (USS Wasp, CV-7) と共に中部大西洋で4月26日から6月6日まで中立パトロールを行う。その後空母ヨークタウン (USS Yorktown, CV-5) と共に第28任務部隊と活動し、7月14日に母港に帰還した。
1941年7月28日、クインシーは第16任務部隊と共にアイスランドに向かい、9月21日から24日までデンマーク海峡を偵察した。10月31日に船団と共にニューファンドランドへ帰還し、その後トリニダード島経由で南アフリカのケープタウンに向かう。ケープタウンで船団と合流し、12月29日に船団と共にトリニダードへ帰還した。

### 第二次世界大戦
クインシーは1942年1月25日に第15任務部隊と共に船団護衛任務でアイスランド海域に向かい、3月8日から11日までデンマーク海峡を巡航した。3月14日に出航、帰国の途に就き、その後ニューヨーク海軍工廠で5月末までオーバーホールを行う。
オーバーホールが完了すると6月5日に出航、パナマ運河を経由して6月19日にサンディエゴに到着した。クインシーは第18任務部隊に配属され、巡洋戦隊司令官のノーマン・スコット少将の旗艦となる。7月に入り、クインシーは艦隊と共に、ガダルカナル島侵攻のため南太平洋に向けて出撃する。ガダルカナル島への攻撃に先立って8月3日にはニューカレドニア島に停泊。7日にはルンガ岬への砲撃を開始し、いくつかの日本軍の設備や石油貯蔵施設を破壊した。続いて海兵隊の上陸を支援するため艦砲射撃を行った。

### 第一次ソロモン海戦と最期

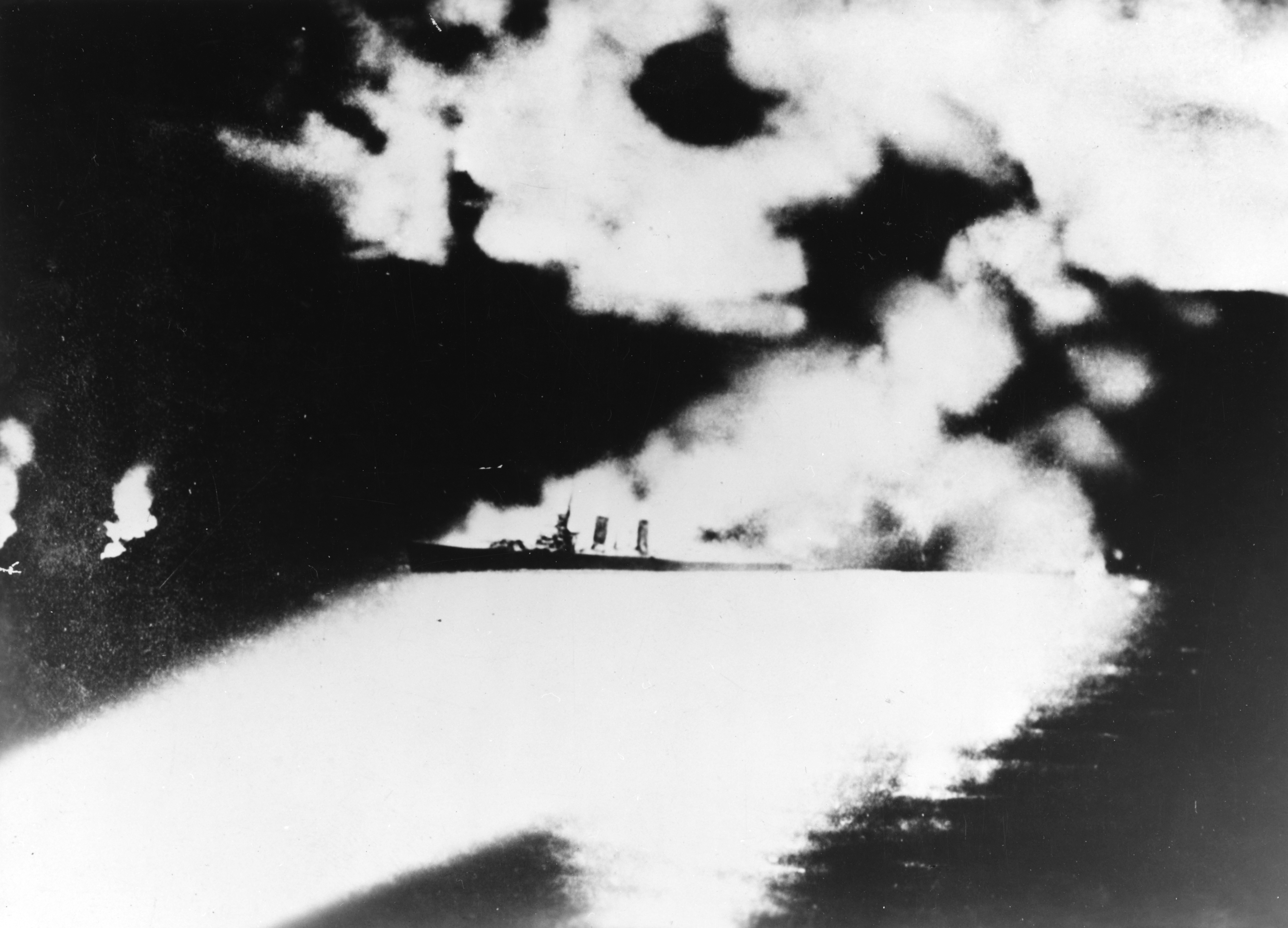
第一次ソロモン海戦での断末魔のクインシー。天龍に乗艦の宮川克己海軍報道班員（読売新聞）による撮影

上陸した海兵隊部隊の護衛にあたる水上部隊の司令官ヴィクター・クラッチレー少将（オーストラリア海軍）は、輸送船団を守るためルンガ沖に至る各水路に巡洋艦を複数配置し、各艦は正方形の運動を行って哨戒して、怪しい艦船を発見すれば通報の上反撃にでる態勢を取った。クインシーは重巡ヴィンセンス (USS Vincennes, CA-44) およびアストリア (USS Astoria, CA-34) と同じグループに属し、サボ島とフロリダ諸島間の海域にいた。
8月8日夜、三川軍一中将率いる第八艦隊の重巡洋艦と軽巡洋艦、駆逐艦がサボ島西方からガダルカナル島沖に入ってきた。三川中将の艦隊はサボ島西方を進み、重巡シカゴ (USS Chicago, CA-29)、オーストラリア重巡洋艦キャンベラ (HMAS Canberra, D33) および駆逐艦パターソン (USS Patterson, DD-392)、バッグレイ  (USS Bagley, DD-386) のグループに対して砲雷撃を行い、キャンベラは大破し、シカゴは艦首部に魚雷が1本命中して戦線離脱した。このグループは警報を発しなかったか、他のグループの受信状態が芳しくなかったか、ともかく異変を周囲に知らしめることはなかった。三川艦隊は些細なミスから2つのグループに分離し北上。どちらのグループもクインシーらがいるグループに迫りつつあった。
クインシーはヴィンセンスとともに三川艦隊からのサーチライトの照射を受け、状況が全くつかめていなかった両艦は、味方からの照射だと勘違いして味方識別信号を送るよう指示を出した。これに対し、三川艦隊は一斉砲撃で応答した。状況を理解しつつあったヴィンセンスが反撃の砲撃を行ったものの、2つのグループからの砲雷撃に挟み撃ちにされ破壊された。クインシーは重巡・鳥海からの砲撃を受け、鳥海の砲弾はクインシーの艦載機に命中。当時燃料を満載していた艦載機は炎上し、砲弾も誘爆を起こして三川艦隊の格好の標的となる。クインシーはヴィンセンスとともに北に逃げたが、やがて西側を進んでいた重巡・古鷹、軽巡・天龍、駆逐艦・夕張からも攻撃された。天龍と夕張は魚雷をクインシーとヴィンセンスに向けて発射した。クインシーは鳥海らのグループの間を砲撃しながら突き抜ける策に出始めたところだったが、魚雷が缶室に命中。断末魔を迎えたクインシーは捨て身の砲撃を行い、これは鳥海の海図室に命中した。やがてクインシーは左舷側に大きく傾いた後、横転して沈没していった。クインシーはこの戦闘で艦長を含む370名が戦死し、167名が負傷した。現在、クインシーはアイアンボトム・サウンドとして知られる海域に沈んでいる。なお、作家・丹羽文雄はこの当時、報道班員として鳥海に乗艦し、クインシー最後の反撃を目撃している。
クインシーは第二次世界大戦の戦功で1個の従軍星章を受章した。クインシーの名はボルチモア級重巡洋艦の一艦に引き継がれた（クインシー (CA-71)）。